# František Pitra
František Pitra (nascido em 13 de novembro de 1932 em Chroustovice) foi o primeiro-ministro da República Socialista Checa (então parte da Checoslováquia) de 11 de outubro de 1988 a 6 de fevereiro de 1990. Como os seus quatro predecessores, ele era membro do Partido Comunista da Checoslováquia.